# Luigi Mochi
Luigi Mochi (Pescia, 3 giugno 1845 – 29 ottobre 1906) è stato un politico italiano.

## Biografia
Nel 1864, Mochi partecipò alla fondazione della Società di Mutua istruzione di Pescia, con la contigua Biblioteca circolante “Francesco Forti”. Fu pure tra i fondatori della locale Società Operaia, di cui fu segretario e poi presidente. Fu consigliere della Cassa di Risparmi e Depositi di Pescia e fondatore, assieme agli amici Francesco Scoti e Carlo Desideri (suo cognato), della Banca di Valdinievole di cui divenne direttore, mantenendo tele carica fino al 1906, l'anno della propria morte..
Entrò nel Consiglio comunale di Pescia giovanissimo, a ventitré anni, il 19 luglio 1868. Tre anni più tardi, divenne assessore comunale e, nel 1895, fu eletto sindaco della città, incarico che mantenne sino al 1900. Durante la sua amministrazione, furono promosse svariate opere urbanistiche che miravano a rendere Pescia il capoluogo effettivo della Valdinievole, vista l'imminente ascesa della vicina Bagni di Montecatini, in seguito Montecatini Terme.

## La tranvia
Il suo nome è legato a un importante progetto al quale si dedicò: la Tranvia Lucca – Pescia – Monsummano. La linea fu inaugurata l'anno successivo alla sua morte, il 20 luglio 1907, ed è rimasta in servizio, per la tratta Pescia – Monsummano, sino al 1938. L'esercizio della Lucca – Pescia proseguì fino al 1957.